# Cabinet Söder I
Pour les articles homonymes, voir Cabinet Söder.
État libre de Bavière
Seehofer II Söder II
Le cabinet Söder I (en allemand : Kabinett Söder I) est le gouvernement de l'État libre de Bavière entre le 21 mars et le 12 novembre 2018, durant la 17e législature du Landtag.

## Composition
- Les nouveaux ministres sont indiqués en gras, ceux ayant changé d'attribution en italique.

| Poste                                                                                | Titulaire | Titulaire         | Parti |
| ------------------------------------------------------------------------------------ | --------- | ----------------- | ----- |
| Ministre-président                                                                   |           | Markus Söder      | CSU   |
| Vice-ministre-présidente Ministre du Logement, des Travaux publics et des Transports |           | Ilse Aigner       | CSU   |
| Vice-ministre-président Ministre de l'Intérieur et de l'Intégration                  |           | Joachim Herrmann  | CSU   |
| Ministre de la Justice                                                               |           | Winfried Bausback | CSU   |
| Ministre de l'Enseignement et de l'Éducation                                         |           | Bernd Sibler      | CSU   |
| Ministre de la Science et de la Culture                                              |           | Marion Kiechle    | Sans  |
| Ministre des Finances, du Développement régional et de la Patrie                     |           | Albert Füracker   | CSU   |
| Ministre de l'Économie, de l'Énergie et de la Technologie                            |           | Franz Pschierer   | CSU   |
| Ministre de l'Environnement et de la Protection du consommateur                      |           | Marcel Huber (de) | CSU   |
| Ministre de l'Alimentation, de l'Agriculture et des Forêts                           |           | Michaela Kaniber  | CSU   |
| Ministre de la Famille, du Travail et des Affaires sociales                          |           | Kerstin Schreyer  | CSU   |
| Ministre de la Santé et des Soins                                                    |           | Melanie Huml      | CSU   |
| Ministre des Affaires fédérales Directeur de la chancellerie                         |           | Florian Herrmann  | CSU   |
| Ministre du Numérique, des Médias et de l'Europe                                     |           | Georg Eisenreich  | CSU   |